# Boudjebaa El Bordj
Boudjebaa El Bordj là một đô thị thuộc tỉnh Sidi Bel Abbès, Algérie. Dân số thời điểm năm 2002 là 3.169 người.